# دانشگاه پلی‌تکنیک تورین

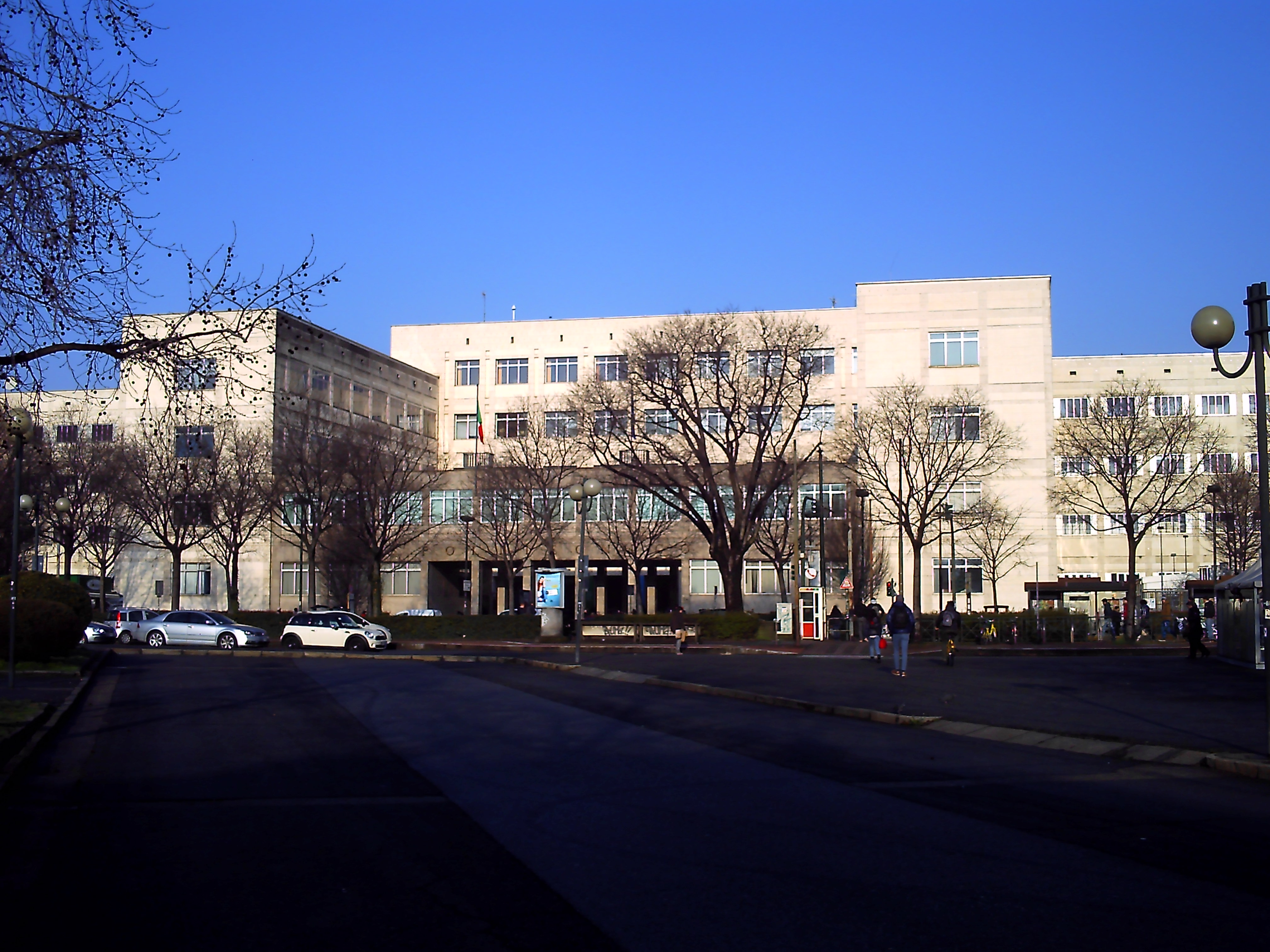
دانشگاه پلی تکنیک تورین (عکس از سایت Corso Duca)

دانشگاه پلی‌تکنیک تورین (به ایتالیایی: Politecnico di Torino) یک دانشگاه مهندسی واقع در شهر تورین، در شمال ایتالیا است. این دانشگاه در سال ۱۸۵۹ میلادی تأسیس شده و یکی از کهن‌ترین دانشگاه‌های فنی ایتالیا و یکی از دانشگاه‌ های معتبر جهان در زمینه معماری و مهندسی به حساب می‌آید.
نکته جالب توجه راجع به فارغ التحصیلان این دانشگاه این است که 74.5 درصد از دانشجویان کارشناسی ارشدی که از این دانشگاه فارغ‌ التحصیل می‌شوند، یک سال پس از فارغ التحصیلی وارد بازار کار می‌شوند که این میزان بالاتر از میانگین ملی(60 درصد) است.
فعالیت‌های تحقیقاتی در این دانشگاه شامل فعالیت‌هایی در حوزه "مهندسی صنایع"، "مهندسی ریاضیات"، "مهندسی شهری"، "مهندسی زیست محیطی"، "معماری" و "مهندسی طراحی" است. 
این دانشگاه با شرکت‌های بین‌المللی و داخلی ارتباطات علمی دارد و سالیانه با شرکت‌های بزرگی از قبیل "Thales Alenia Space" ، " Intel " ، "Motorola"،  
700 قرارداد تحقیقاتی می‌بندد.
این دانشگاه در رتبه‌بندی "QS" دانشگاه‌های جهان ، رتبه 252 را دارد.
از مشاهیر علمی که از این دانشگاه فارغ‌التحصیل شده‌اند، می‌توان به "گالیله فراری" ،مهندس برق و فیزیکدان ایتالیایی اشاره کرد,
مطالعات وی عمدتاً روی کشف مستقل میدان الکترومغناطیسی، به عنوان یک اصل اساسی موتور القایی است.
جان الکان"، صنعتگر و کارآفرین ایتالیایی است که هم‌اکنون رئیس هیئت مدیره گروه خودروسازی "فیات" را در دست دارد.
الکان از طریق شرکت "فیات"، کنترل شرکت‌های خودروسازی" آلفا رومئو"، "لانچیا"، "مازراتی" و "فراری" را نیز در دست دارد.
 از رشته‌های تحصیلی این دانشگاه می‌توان به معماری، مهندسی هوافضا، مهندسی مواد، مهندسی پزشکی، نانو فناوری، مهندسی کامپیوتر، مهندسی انرژی، مهندسی مکانیک، مهندسی نفت و... اشاره کرد.